# Európai kisebbségi és regionális nyelveken megjelenő napilapok egyesülete
Az Európai Kisebbségi és Regionális Nyelveken Megjelenő Napilapok Egyesülete (angolul Minority Dailies Association, MIDAS) egy politikailag független, nonprofit civilszervezet. A 2001-ben alapított bozeni székhelyű szervezetnek 31 tagja van. Célja a tagságát alkotó napilapok közötti együttműködés a hírközlés, a lapkiadás és az európai intézményekkel való együttes kapcsolattartás területén.

## Tagjai
| Állam         | Nyelv       | Napilap                                  |
| Horvátország  | olasz       | La Voce del Popolo                       |
| Csehország    | lengyel     | Głos Ludu                                |
| Dánia         | német       | Der Nordschleswiger                      |
| Finnország    | svéd        | Ålandstidningen                          |
| Finnország    | svéd        | Hufvudstadsbladet                        |
| Finnország    | svéd        | Nya Åland                                |
| Finnország    | svéd        | Österbottens Tidning                     |
| Finnország    | svéd        | Vasabladet                               |
| Finnország    | svéd        | Västra Nyland                            |
| Németország   | dán         | Flensborg Avis                           |
| Németország   | felső-szorb | Serbske Nowiny                           |
| Olaszország   | német       | Dolomiten                                |
| Olaszország   | német       | Neue Südtiroler Tageszeitung             |
| Olaszország   | szlovén     | Primorski dnevnik                        |
| Lettország    | orosz       | Vesztyi Szegodnya                        |
| Litvánia      | lengyel     | Kurier Wileński                          |
| Románia       | német       | Allgemeine Deutsche Zeitung für Rumänien |
| Románia       | magyar      | Bihari Napló                             |
| Románia       | magyar      | Szabadság                                |
| Szlovákia     | magyar      | Új Szó                                   |
| Spanyolország | katalán     | Avui                                     |
| Spanyolország | katalán     | Diari de Balears                         |
| Spanyolország | katalán     | El 9 Nou                                 |
| Spanyolország | katalán     | El Periódico de Catalunya                |
| Spanyolország | katalán     | El Punt                                  |
| Spanyolország | katalán     | Regió7                                   |
| Spanyolország | katalán     | Segre                                    |
| Spanyolország | baszk       | Berria                                   |
| Spanyolország | galiciai    | Galicia Hoxe                             |
| Svájc         | romans      | La Quotidiana                            |

Az Egyesület 2008-ban az Erdélyi Magyar Nemzeti Tanácstól Báthory-díjat kapott.